# 内瑟尔旺
内瑟尔旺是德国巴伐利亚州的一个市镇。总面积29.53平方公里，总人口3516人，其中男性1666人，女性1850人（2011年12月31日），人口密度119人/平方公里。